# Weihai Printing Machinery Co.
Weihai Printing Machinery Co. (WPMC) ist der größte Druckmaschinenhersteller der Volksrepublik China. Der Hauptsitz der 1954 gegründeten Firma ist in der chinesischen Stadt Weihai. Es werden Bogenoffsetdruckmaschine der WIN-PC-Serie (Bogen bis 520 mm Breite) verkauft. Jährlich verlassen 1500 Maschinen das Werk.

## Quelle
- Offizielle Website